# Carlo Michelstaedter

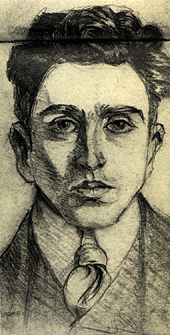
Zelfportret

Carlo Michelstaedter (Gorizia, 3 juni 1887 – aldaar, 17 oktober 1910) was een Italiaans schrijver, dichter, kunstschilder, tekenaar en filosoof.

## Leven en werk
Michelstaedter werd geboren in het toenmalige Oostenrijk-Hongarije, als jongste van vier kinderen in een welgestelde familie van Duits-Joodse herkomst. Als kind viel hij op door zijn recalcitrant gedrag. Mede onder invloed van zijn vader, een verzekeraar die voorzitter was van een literaire vereniging, begon hij zich al tijdens zijn gymnasiumtijd in literatuur (Leopardi, Tolstoj, Ibsen) en filosofie (Schopenhauer, Nietzsche) te interesseren. Hij toonde zich al op jonge leeftijd briljant in intellectuele discussies. Uiteindelijk ging hij in 1905 wiskunde studeren te Wenen, maar kort daarna schakelde hij over op wijsbegeerte te Florence. 
In Florence raakte Michelstaedter onder de indruk van het decadentisme van de late middeleeuwen, begaf zich in literaire kringen, begon gedichten te schrijven en te schilderen. Hij rondde zijn filosofie-studie af met een nog altijd hoog aangeslagen dissertatie La persuasione e la rettorica waarin hij, net als in zijn poëzie, uiting geeft aan de gedachte dat het leven slechts begrepen kan worden in functie van de dood. Achter elk ogenblik schuilt het laatste ogenblik en in plaats van zich hiervan te overtuigen verbergt de mens zich achter sofistische redeneringen en retoriek. In Il dialogo della salute (1909) stelt hij de dood voor als het enige waarheids- en kennisprincipe. Zelfmoord was in zijn visie een zuiver rationalistische daad van wilskracht.
Op 17 oktober 1910 was Michelstaedter op bezoek in zijn ouderlijk huis, vermoeid na het afronden van zijn diepgravende geschriften. Hij kreeg een kleine ruzie met zijn moeder, die hem verweet dat hij haar verjaardag had vergeten, terwijl hij in werkelijkheid een portret voor haar had getekend. Toen hij even alleen was pakte hij een geleend pistool dat hij bij zich droeg en schoot zich door het hoofd. Reeds in april 1907 had zich in Florence ook al zijn Russische vriendin Nadja Baraden van het leven benomen.
Het meest van zijn werk werd postuum uitgegeven door zijn vrienden.